# Ramón Herrera Lira
José Ramón Herrera Lira (Santiago de Chile; 7 de febrero de 1890 - Viña del Mar; 14 de septiembre de 1945) fue un político e ingeniero comercial chileno. 

## Profesión
Estudió en el Colegio San Ignacio y en la Escuela de Ingeniería de la Universidad Católica de Chile, donde se graduó de Ingeniero Comercial el 31 de julio de 1914.
Se dedicó a la docencia de matemáticas y física en el Instituto Nacional; de cálculo y trigonometría en la Universidad Católica de Chile.

## Actividades políticas
Militante del Partido Conservador, fue elegido Diputado por Santiago en cuatro períodos consecutivos (1915-1924). Integró en estos períodos las comisiones permanentes de Instrucción Pública, Relaciones Exteriores y Colonización y la Calificadora de Elecciones.
Su último período no pudo concluirlo, ya que el 11 de septiembre de 1924 el Congreso Nacional fue clausurado por decreto de la Junta de Gobierno que había tomado el poder. Tras el retorno a la democracia con la Constitución de 1925 no volvió a presentarse a cargos públicos.

## Otras actividades
Director de la Sociedad Nacional de Agricultura (1927), asesor financiero del Banco Central para la Crisis Económica (1929), miembro del directorio de la Sociedad de Fomento Fabril (1933) y miembro del Club de La Unión.